# Redirecionamento de URL
Redirecionamento de URL, também chamado de encaminhamento de URL, é uma técnica da World Wide Web para disponibilizar uma página web sob mais de um endereço URL. Quando um navegador web tenta abrir uma URL que foi redirecionada, uma página com uma URL diferente é aberta. Similarmente, o redirecionamento de domínio ou encaminhamento de domínio é quando todas as páginas em um domínio de URL são redirecionados para um domínio diferente, como quando [wikipedia.com] e [wikipedia.net] são redirecionadas automaticamente para [wikipedia.org]. O redirecionamento de URL pode ser usado para encurtamento de URL, prevenir links quebrados quando páginas web são movidas, para permitir que vários nomes de domínio que pertençam ao mesmo proprietário refiram-se a um único site web, para guiar a navegação dentro e fora de um sítio web, para proteção da privacidade e para menos propósitos inócuos como ataques de phishing.

## História
Com a expansão da Internet, houve uma grande explosão dos novos usuários que queriam criar suas próprias páginas para poderem divulgar seus trabalhos, e a fim de mostrar ao mundo sua criatividade e conhecimento. Porém, no começo não era possível se hospedar páginas gratuitamente e todos os provedores de hospedagem cobravam caro, além de serem escassos.
Quando surgiram os primeiros provedores de hospedagem gratuita (entre eles o GeoCities), além da febre de criação de páginas pessoais, veio à tona um problema: por ser um serviço gratuito, pelo excesso de páginas sendo criadas cada vez mais e também pelo fato da divulgação dos provedores, os endereços (URL) das páginas eram absurdamente grandes.
Foi nesse momento que surgiram os redirecionadores, facilitando a memorização das páginas e para os usuários ganharem tempo com digitação.

## Funcionamento
Após a criação de um site sítio web, o usuário se cadastra num provedor de hospedagem gratuita e recebe o endereço (URL) da página, para poder divulgar aos usuários e acessar sua página. Normalmente este endereço gratuito é muito grande. Cadastra-se então uma conta em um redirecionador, o redirecionador lhe fornece um novo endereço mais curto e de mais fácil memorização. Este redirecionador gratuito faz o redirecionamento do endereço curto apontando para URL do sítio.
Possui vantagem da praticidade na digitação e memorização do endereço. Entretanto, alguns redirecionadores impõem a apresentação de anúncios publicitários dos patrocinadores, somando aos anúncios dos patrocinadores do provedor de hospedagem, o que geralmente deixa a página muito carregada.